# Kashiwa
Kashiwa (柏市?, Kashiwa-shi) è una città giapponese della prefettura di Chiba.